# 涔南镇
涔南乡，是中华人民共和国湖南省常德市澧县下辖的一个乡镇级行政单位。

## 行政区划
涔南乡下辖以下地区：
涔曾社区、曾家河村、五一村、鸡叫城村、谭家村、伍家村、灵观村、新坪村、东田村、新村、文家村、永丰村、上河村、紫南村、紫东村和兰堰村。